# Wilhelm Fehse
Wilhelm Fehse (* 27. April 1880 in Magdeburg; † 7. Januar 1946 in Torgau) war ein deutscher Germanist und Lehrer, der in erster Linie als Wilhelm-Raabe-Forscher Bekanntheit erlangte.

## Leben
Wilhelm Fehse studierte Literaturwissenschaften an der Martin-Luther-Universität Halle-Wittenberg und wurde im Jahre 1901 mit einer Arbeit über Christof Wirsungs La-Celestina-Übersetzungen promoviert. Fehse wurde Studienrat und unterrichtete am Königlichen Viktoria-Gymnasium in Burg. Im Ersten Weltkrieg diente er als Offizier. Noch während des Krieges wurde er 1917 zum Gymnasialprofessor ernannt. Im Jahre 1929 schließlich wechselte er zum Gymnasium in Salzwedel. Er war Vorsitzender der Raabe-Gesellschaft. Wilhelm Fehse starb am 7. Januar 1946 im Internierungslager Torgau. Kritisch betrachtet wird heute Wilhelm Fehses Einstellung zum Nationalsozialismus.

## Schaffen
Zentrales Forschungsgebiet des Germanisten Fehse waren Werk und Leben des Schriftstellers Wilhelm Raabe. Zu Fehses Werken zählen sowohl selbst verfasste als auch editorische Publikationen zu Raabe. Im Jahre 1937 veröffentlichte er eine beachtete, umfassende Raabe-Biographie. In der Zeit der deutschen Besetzung Polens schrieb er über 50 Feuilletons für die  „Krakauer Zeitung“. 

## Schriften (Auswahl)
- Christof Wirsungs deutsche Celestinaübersetzungen, E. Karras, Halle (Saale) 1902.
- Der Ursprung der Totentänze, Tübingen, Niemeyer 1907. (Digitalisat)
- Raabe-Studien: Unseres Herrgotts Kanzlei. Der Student von Wittenberg, Creutz Verlag, Magdeburg 1912.
- Wilhelm Raabes Erwachen zum Dichter, Creutz Verlag, Magdeburg 1921.
- Wilhelm Raabes Leben, Verlag H. Klemm, Berlin-Grunewald 1928.
- Im Spiegel des alten Proteus: Wilhelm Raabe als Seher unserer Zeit, Verlag Deutsche Rundschau, Berlin 1931.
- Goethe im Lichte des neuen Werdens. Vieweg Verlag, Braunschweig 1935.
- Wilhelm Raabe. Sein Leben und seine Werke. Vieweg-Verlag, Braunschweig 1937.
- Der Dramatiker Hanns Gobsch, 1937.
- Raabe und  Jensen: Denkmal einer Lebensfreundschaft, Grote Verlag, 1940.
- Karl Lebrecht Immermann: ein Lebensbild, hrsg. v. der Stadt Magdeburg, 1940.
- "In alls gedultig". Briefe Wilhelm Raabes, hrsg. v. Wilhelm Fehse. Grote Verlag, Berlin 1940.